# Ceropsora piceae
Ceropsora piceae är en svampart som först beskrevs av Barclay, och fick sitt nu gällande namn av B.K. Bakshi & Suj. Singh 1960. Ceropsora piceae ingår i släktet Ceropsora och familjen Coleosporiaceae.   Inga underarter finns listade i Catalogue of Life.